# Het Nationale Ballet
L'Het Nationale Ballet (Balletto Nazionale Olandese) è la compagnia di ballo ufficiale e la più grande dei Paesi Bassi.

## Storia
L'Het Nationale Ballet è stato costituito nel 1961, quando il Balletto di Amsterdam e il Balletto Olandese si fusero. La compagnia è stata diretta da Sonia Gaskell (1961-1969), Rudi van Dantzig (1969-1991), Wayne Eagling (1991-2003) ed è attualmente diretta da Ted Brandsen. Essa attira molti artisti internazionali.
La compagnia ha la sua sede presso il Dutch National Opera & Ballet (noto in precedenza come Het Muziektheater) ad Amsterdam dal 1986. Si tratta di un ospite regolare dei maggiori festival di tutta Europa, come il Festival di Edimburgo. La Compagnia è impegnata a creare coreografie nuove e a rappresentare il lavoro di coreografi residenti attuali e passati: Rudi van Dantzig, Toer van Schayk, Hans van Manen, Maguy Marin ed Édouard Lock.
Il 13 settembre 2011 la compagnia ha festeggiato il suo 50º anniversario con una serata di gala in presenza della regina Beatrice.

## Gli spettacoli
Il Balletto Nazionale porta un mix di coreografie classico-romantiche e neoclassiche, ma anche lavori moderni e contemporanei. Ogni anno due o tre classici, che vanno da interpretazioni attuali di successo (Les Sylphides, La bella addormentata, Cenerentola, Onegin), a lavori nuovi, in particolare la compagnia ha sviluppato la produzione di Romeo e Giulietta, Il Lago dei Cigni, Lo Schiaccianoci, Coppelia, Giselle.
In aggiunta, il Balletto Nazionale lascia che il pubblico conosca i punti culminanti del balletto del XX secolo e dà libero sfogo ai coreografi moderni. I programmi sono accompagnati dai musicisti dell'Orchestra del Balletto.

## Collaborazioni interdisciplinari
Nel 2014, il Balletto Nazionale ha collaborato allo sviluppo di Bounden, la prima applicazione di gioco per smartphone, dove i giocatori devono svolgere passi di danza.

## Coreografi noti
- Rudi van Dantzig
- Hans van Manen
- Toer van Schayk

## Ballerini famosi
- Michaela DePrince
- Han Ebbelaar
- Benjamin Feliksdal
- Olga de Haas
- Marianne Hilarides
- Igone de Jongh
- Henny Jurriëns
- Alexandra Radius
- Golan Yosef
- Clint Farha